# Дом бесплатных квартир имени братьев Бахрушиных
Дом бесплатных квартир имени братьев Бахру́шиных располагается в Москве, в пределах Садового кольца, по адресу Софийская набережная, дом № 26.

## Предыстория
На этом месте в своё время располагалась усадьба купца Фалеева, в честь которого назван переулок по соседству. В Отечественную войну 1812 года купеческий дом сгорел (Великий московский пожар).
Позднее уже восстановленным домом владел надворный советник И. Кологривов.
В конце XIX века участок на Софийской набережной и соседнее владение на Болотной площади приобрел В. А. Бахрушин.

## История
Дом № 26/1 по Софийской набережной — дом бесплатных квартир для вдов с детьми и учащихся девиц имени Бахрушиных. Построен в 1900—1903 годах по проекту архитекторов К. К. Гиппиуса и Ф. О. Богдановича на средства купцов Бахрушиных, пожертвовавших на проект 1,2 миллиона рублей. Это был первый для Москвы опыт сотрудничества частного капитала и городских властей в постройке крупных муниципальных жилых комплексов. Всего в бахрушинских домах «на Болоте» (и бесплатных, и «дешёвых») было 456 квартир, в которых к 1913 году проживали 631 взрослый и 1378 детей.

### Советское время
В советское время здание занимали государственные учреждения, в частности Министерство нефтяной и газовой промышленности СССР.
Тогда же в доме устроили коммунальные квартиры.

### Современность
В настоящее время (на 2019 год) в здании располагается штаб-квартира компании «Роснефть».

## Архитектура
Здание венчает купол домовой церкви Николая Чудотворца, освящённой в 1903 году. На углу была звонница (снесена при советской власти).
7 сентября 1903 года митрополит Московский Владимир совершил чин освящения домового храма Святителя Николая. Церковный купол, увенчанный крестом, стал композиционным центром архитектурного ансамбля. Над западным фасадом дома со стороны Фалеевского переулка поднималась изящная колоколенка со шпилем. Она несколько смягчала строгую чопорность облика огромного здания. Внутри же храма всеобщее внимание обращал иконостас, стилизованный под XVII век.

## Интересные факты
- …открытие в 1903 г. на Софийской набережной Дома бесплатных квартир имени братьев А. А. и В. А. Бахрушиных стало событием в жизни города. А человеку нашего времени и вовсе трудно представить, что это огромное, на целый квартал, солидное здание с парадным подъездом и красивым куполом, смотрящее прямо на Кремль, строилось как… общежитие для бедных вдов с детьми и неимущих курсисток[5].
- На территории комплекса находились:
  - внутренний храм на втором этаже,
  - 3 городских начальных училища;
  - по два/две:
    - детских сада,
    - учебных ремесленных мастерских для мальчиков и девочек,
    - амбулатории,
    - аптеки,
    - лазарета[6].
- Имелись общие рабочие комнаты со швейными машинками и бесплатная столовая[7].
- Во дворе располагался сквер с фонтанами, детской площадкой и спортивными приспособлениями.
- За строительство этого (и многих других) зданий Бахрушиных в Москве называли «профессиональными благотворителями».
- Проект, завершённый в 1903 году, стал самым большим на набережной напротив Кремля.